# 伍迪·杰克逊
伍迪·杰克逊（Woody Jackson，1970年6月10日—）是一位美国作曲家。他因与游戏公司Rockstar Games多次合作：他曾为《荒野大镖客：救赎》、《黑色洛城》、《俠盜獵車手V》以及《碧血狂殺2》创作配乐。他曾獲得游戏开发者选择奖、斯派克电子游戏大奖、游戏大奖等相關獎項。